# Jack McBride
Jack McBride foi um jogador de futebol americano estadunidense que foi campeão da Temporada de 1927 da National Football League jogando pelo New York Giants.